# Кофанівка
Кофа́нівка — село в Україні, у Берестинському районі Харківської області. Населення становить 20 осіб. Орган місцевого самоврядування — Власівська сільська рада.
Після ліквідації Кегичівського району 19 липня 2020 року село увійшло до Красноградського (Берестинського) району.

## Географія
Село Кофанівка знаходиться на правому березі річки Берестова, вище за течією на відстані 1 км розташоване село Медведівка, нижче за течією на відстані 1 км розташоване село Шевченкове, на протилежному березі розташовані села Власівка та Золотухівка.

## Історія
1803 — дата заснування.
Під час організованого радянською владою Голодомору 1932—1933 років померло щонайменше 22 жителі села.